# Vergara (ort i Colombia, Cundinamarca, lat 5,12, long -74,35)
Vergara är en ort i Colombia.   Den ligger i departementet Cundinamarca, i den centrala delen av landet, 60 km nordväst om huvudstaden Bogotá. Vergara ligger 1 553 meter över havet och antalet invånare är 2 267.
Terrängen runt Vergara är huvudsakligen kuperad. Vergara ligger uppe på en höjd. Runt Vergara är det ganska tätbefolkat, med 62 invånare per kvadratkilometer. Närmaste större samhälle är Villeta, 18,6 km sydväst om Vergara. I omgivningarna runt Vergara växer i huvudsak städsegrön lövskog.